# Ngas
Os ngas (tibetano: ང), também conhecidos como os nas, são um pequeno grupo tribal que habita abaixo das grandes cadeias do Himalaia, no distrito de Subansiri. Lá, eles são encontrados nas vilas de Gumsing, Taying, Esnaya, Lingbing, Tongla, Yeja, Reding, Redi e Dadu. Em 2000, a população tribal era de 1500 pessoas. Entretanto, os ngas são classificados juntamente com os tagins, aos quais são etnicamente relacionados, em todos os censos oficiais.
Acreditava-se que os ngas tivessem migrado do sul ao norte no Tibete após a perseguição racial pelos tibetanos, mas depois engajaram no comércio com os tibetanos, com os nishis servindo como mediadores entre os dois grupos, até recentemente. Os Nga participam do Budismo tibetano, mas também são influenciados por práticas xamãs pré-budistas. Ambos os Lamas budistas e os xamãs tradicionais, chamados de Nyibu na língua nativa, são empregados em ocasiões religiosas.
Como a maioria das tribos que vivem em elevações mais altas, eles constroem casas permanentes feitas de pedra e cultivam a terra utilizável. Pode-se ver vilas com plantações em degrau cultivando milho, painço, cevada etc. Eles criam animais domésticos que incluem iaque e ovelha, e as suas roupas são feitas de lã fiada.
Os ngas são intimamente relacionados com os tagins, etnica e linguisticamente, mas se consideram um grupo separado, como os Maras, que vivem em Limeking. Entretanto, ambas as tribos reconhecem compartilhar antepassados em comum com os tagins.